# Superman's Pal Jimmy Olsen
Superman's Pal, Jimmy Olsen es una serie de revistas de historietas publicada por DC Comics entre julio de 1954 y noviembre de 1974 (fecha de tapa sept/oct de 1954 a marzo de 1974) y abarcó un total de 163 números. El protagonista era Jimmy Olsen, el amigo de Superman, y por lo general presentaba historias de corte humorístico.

## Historia de la Publicación
Debido a la popularidad adquirida por el personaje Jimmy Olsen interpretado por Jack Larson, en la serie televisiva Adventures of Superman, en la National Comics Publications (DC Comics) decidieron crear un título regular presentando a Jimmy como el personaje principal Curt Swan fue el principal artista de la serie en su primera década de vida.
Muchos de los números presentaban a Jimmy sufriendo alguna clase de transformación. Entre otras, incluyeron:
- Demonio de la Velocidad en el número 15: Jimmy bebe por accidente un componente que lo hace actuar a supervelocidad.[6]
- Muchacho Elástico en el número 37: Jimmy bebe un suero experimental que lo convierte en hombre elástico.[7]
- Hombre Lobo en el número 44: Jimmy un antiguo brebaje de Merlín el mago hallado por Superman convierte a Jimmy en hombre lobo.[8]
- Mujer: Para trabajar de incógnito, Jimmy debió disfrazarse de mujer en los números 44[9] 67,[10] 84,[11] y 159.[12][13]
- Hombre Tortuga Gigante debido a un rayo amplificador de materia, en el número 53.[14]
- Puercoespín humano en el número 65: Por un hechizo de una habitante de la quinta dimensión romanticamente rechazada por Jimmy.[15]
- Hippie: en el número 118 para realizar una investigación se infiltra en el movimiento hippie, de moda en esa época.[16]

Lucy Lane, la hermana menor de Lois, hizo su debut en el número 36 (abril de 1959) y pasó a ser, aunque con idas y vueltas, novia de Jimmy. En el número 57, en una historia imaginaria, se casa con Supergirl (Kara Zor-El/Linda Lee Danvers) luego de que esta perdiera tanto sus poderes como su memoria, solo para que estos volvieran una vez casados. Jimmy se pone contento al enterarse de quién es su esposa en realidad. Supergirl también fue la anónima "Señorita X" a quien Jimmy besó en el número 44 para romper el hechizo que lo transformaba en hombre lobo.
Cuando Jack Kirby comenzó a trabajar en DC en 1970 insistió en trabajar en este título ya que era uno de los que menos vendían y dado que no tenía asignados guionistas ni dibujantes, no le quitaría el trabajo a nadie. Durante su etapa en el título, Kirby introdujo varios personajes memorables, especialmente a los Nuevos Dioses del Cuarto Mundo, Darkseid, el Proyecto Cadmus y el planeta Transilvania. También reintrodujo al grupo juvenil Newsboy Legion (llamados "Los Jóvenes Joviales" en las revistas de la Novaro de México) y al the Guardian. Las caras de Superman y Jimmy Olsen dibujadas por Kirby eran redibujadas por Al Plastino o Murphy Anderson ya que la editorial quería mantener ciertos modelos para los planes de venta de mercadería basada en las historietas (algo común en la época).
El comediante Don Rickles apareció en una historia en dos partes en los números 139 y 141.
En el número 120 de la revista Superman's Girl Friend, Lois Lane (marzo de 1972) se dio por muerta a Lucy Lane. pero luego fue revivida en una historia de Superman's Pal Jimmy Olsen 160 (octubre de 1973). Nick Cardy fue el artista de tapa para Superman's Pal Jimmy Olsen entre los números 154 y 163.
En 1958 comenzó a ser publicado un segundo título, Superman's Girl Friend, Lois Lane, el cual giraba en torno a otro personaje secundario de manera similar. Ambas series terminaron en 1974, fusionándose en un nuevo título: The Superman Family. La nueva serie continuaría la numeración de Superman's Pal Jimmy Olsen.
En 2008 y 2009 fueron publicados dos números especiales llamados Superman's Pal Jimmy Olsen como parte de la historia Superman: New Krypton que aparecía en los títulos de Superman en ese entonces.

## Propuesta de serie de TV
En 1959 los productores de la exitosa serie de TV Adventures of Superman estaban en una encrucijada ya que la serie tuvo que ser cancelada debido a la muerte del interpreté, George Reeves. Jack Larson, quien interpretaba a Jimmy en la serie, fue tentado con la idea de continuar la franquicia como una serie derivada de dos temporadas de 26 episodios que comenzarían a emitirse en 1960. La serie iba a llamarse Superman's Pal Jimmy Olsen, e iba a hacer foco en un aspecto más serio de la carrera de Olsen como periodista. En lugar de Reeves se usarían películas de archivo de Superman volando y un doble parecido al actor haría el papel del Hombre de Acero. Disgustado con la idea de que los productores intentaran aprovecharse de la muerte de Reeves para ganar dinero, Larson rechazó la propuesta, y el proyecto nunca se realizó.

## Recopilaciones
- Showcase Presents: Superman Family
  - Volumen 1 incluye Superman's Pal Jimmy Olsen 1 al 22, 576 páginas, marzo de 2006, ISBN 1-4012-0787-1
  - Volumen 2 incluye Superman's Pal Jimmy Olsen 23 al 34, 520 páginas, febrero de 2008, ISBN 1-4012-1656-0
  - Volumen 3 incluye Superman's Pal Jimmy Olsen 35 al 44, 576 páginas, marzo de 2009, ISBN 1-4012-2188-2
  - Volumen 4 incluye Superman's Pal Jimmy Olsen 45 al 53, 520 páginas, marzo de 2013, ISBN 1-4012-3837-8
- Superman: The Amazing Transformations of Jimmy Olsen incluye historias de Superman's Pal Jimmy Olsen 22, 28, 31-33, 41, 42, 44, 49, 53, 59, 65, 72, 80, 85 y 105, 192 páginas, julio de 2007, ISBN 1-4012-1369-3
- Showcase Presents: Supergirl Volumen 1 incluye Superman's Pal Jimmy Olsen 40, 46 y 51, 528 páginas, noviembre de 2007, ISBN 1-4012-1717-6
- Legion of Super-Heroes Archives
  - Volumen 2 incluye Superman's Pal Jimmy Olsen 72, 224 pages, 1992, ISBN 1-56389-057-7
  - Volumen 3 incluye Superman's Pal Jimmy Olsen 76, 224 pages, 1993, ISBN 1-56389-102-6
  - Volumen 7 incluye Superman's Pal Jimmy Olsen 106, 240 pages, mayo de 1998, ISBN 1-56389-398-3
- Jimmy Olsen: Adventures by Jack Kirby
  - Volumen 1, recopila Superman's Pal Jimmy Olsen 133 al 139 y 141, 160 páginas, agosto de 2003, ISBN 1-56389-984-1
  - Volumen 2, recopila Superman's Pal Jimmy Olsen 142 al 148, 192 pages, diciembre de 2004, ISBN 1-4012-0259-4
- Jack Kirby's Fourth World Omnibus
  - Volumen 1 recopila Superman's Pal Jimmy Olsen 133 al 139, 396 páginas, mayo de 2007, ISBN 1-4012-1344-8
  - Volumen 2 recopila Superman's Pal Jimmy Olsen 141 al 145, 396 páginas, agosto de 2007, ISBN 1-4012-1357-X
  - Volumen 3 recopila Superman's Pal Jimmy Olsen 146 al 148, 396 páginas, noviembre de 2007, ISBN 1-4012-1485-1
- Countdown Special: Jimmy Olsen 1 (enero de 2008): recopila Superman's Pal Jimmy Olsen 136, 147 y 148.